# Lophiostoma cynaroidis
Lophiostoma cynaroidis är en svampart som beskrevs av Marinc., M.J. Wingf. & Crous 2008. Lophiostoma cynaroidis ingår i släktet Lophiostoma och familjen Lophiostomataceae.   Inga underarter finns listade i Catalogue of Life.